# Atlapetes blancae
El Atlapetes antioqueño (Atlapetes blancae) es una especie de ave paseriforme de la familia Passerellidae propia de América del Sur. La especie fue descrita científicamente en el 2007 sobre la base de tres especímenes de museo en Antioquia, Colombia, que previamente habían sido catalogados como Atlapetus schistaceus. El epíteto específico blancae hace referencia a sus partes inferiores que son blancuzcas, a la vez que conmemoran a la lepidopteróloga colombiana Blanca Huertas, esposa del ornitólogo Thomas Donegan (quien describió a la especie). Los tres especímenes de museo fueron recolectados en el siglo XX, pero una sola tarjeta de identificación posee fecha, 1971. Búsquedas de campo posteriores en Antioquia no habían logrado dar con otros ejemplares hasta el año 2019, cuando investigadores de la Universidad de Antioquia encontraron individuos en el municipio de San Pedro de los milagros. Además de esto, a lo largo del año 2019 se han ido reportando más localidades para la especie, encontrándose en al menos otros 2 municipios del altiplano norte antioqueño. La descripción de la especie ha sido aprobada por el Comité de Clasificación de América del Sur. Se ha recomendado se le asigne el estatus de especie en peligro crítico de extinción.